# Ramsay Ames
Pour les articles homonymes, voir Ames (homonymie).
Ramsay Ames est une actrice américaine née le 30 mars 1919 à New York et morte le 30 mars 1998 à Santa Monica, Californie.
Elle apparaît dans des films de série B. Elle est également danseuse et pin-up.

## Biographie
Née Ramsay Phillips Ames à Brooklyn le 30 mars 1919, elle étudie au 'Walter Hillhouse School of Dance'. Elle devient danseuse de danse latine. Une blessure la forcera à arrêter la danse. Elle devient alors chanteuse et intègre un orchestre de rhumba. 
En 1939, l'entreprise de produits photographiques Kodak la choisit comme mannequin pour la représenter à l'Exposition universelle de New York 1939-1940. Elle commence alors une carrière de pin-up. En 1943, lors d'un vol en avion en Californie pour rendre visite à sa mère, elle rencontre Harry Cohn, un dirigeant de la Columbia à l'aéroport de Los Angeles. Il lui fait faire un bout d'essai puis l’engage sur le tournage de Deux Senoritas de Chicago. Elle devient officiellement actrice en 1944 avec le film Le Fantôme de la Momie où elle joue une princesse égyptienne.
Elle épouse le musicien Dale Wasserman, dont elle divorcera.
Elle meurt d'un cancer le 30 mars 1998, jour de son 79e anniversaire. 

## Filmographie
- 1943 : Deux Senoritas de Chicago (Two Señoritas from Chicago) : Louise Hotchkiss
- 1943 : Symphonie loufoque (Crazy House) : elle-même
- 1943 : Le Docteur de la mort (Calling Dr. Death) de Reginald Le Borg : Maria Steele
- 1944 : Ali Baba et les Quarante Voleurs (Ali Baba and the Forty Thieves) : Nalu
- 1944 : Escadrille de femmes (Ladies Courageous) : rôle non crédité
- 1944 : Hat Check Honey d'Edward F. Cline : Mona Mallory
- 1944 : Hollywood Parade (Follow the Boys) : Laura
- 1944 : Chasseurs de fantômes (Ghost Catchers) d'Edward F. Cline : rôle non crédité
- 1944 : Le Fantôme de la Momie (The Mummy's Ghost) de Reginald Le Borg : princesse Ananka / Amina Mansori
- 1944 : A WAVE, a WAC and a Marine : Betty
- 1945 : Too Young to Know : invitée à la fête (non  créditée)
- 1945 : Le Roman de Mildred Pierce (Mildred Pierce) : une
- 1946 : La Belle et le Bandit (Beauty and the Bandit)
- 1946 : La Fille et le Garçon (The Time, the Place and the Girl)
- 1946 : Le Gai Cavalier (The Gay Cavalier) : Pepita Geralda
- 1946 : Les Dés sanglants (Below the Deadline)
- 1947 : The Black Widow (série de films)
- 1947 : Le Pays du dauphin vert (film) (Green Dolphin Street) : Corinne (non créditée)
- 1947 : Philo Vance Returns
- 1953 : Le crime était signé (Vicki) : photographe au café (non créditée)
- 1956 : Alexandre le Grand (Alexander the Great) : femme soule
- 1961 : At Five O'Clock in the Afternoon : nom créditée
- 1963 : Le Deuxième Homme (The Running Man) : Madge Penderby